# Церковь Покрова Пресвятой Богородицы (Нововасильевское)
Храм Покрова Пресвятой Богородицы, Николая Чудотворца и Петра и Павла — православный храм в деревне Нововасильевское Лотошинского района Московской области России. Относится к Лотошинскому благочинию Московской (областной) епархии Русской православной церкви. Здание церкви признано объектом культурного наследия народов России регионального значения.

## История
Храм был построен в 1868 году на средства прихожан при активном содействии князей Мещерских. В то время Нововасильевское ещё относилось к Тверской губернии и входило в Старицкий уезд. Основной престол церкви был освящён в честь Покрова Пресвятой Богородицы, поэтому храм называется Покровским. Престольный праздник 14 октября. С самого начала храм являлся трёхпрестольным, два других престола освящены в честь первоверховных апостолов Петра и Павла и святителя Николая Чудотворца. Покровский храм имеет уникальные для благочиния престолы (в других храмах нет престолов апостолов и Николая Чудотворца).
В советское время храм был закрыт (1937—1938), колокольня была разобрана.

## Архитектура
Бесстолпный двухсветный четверик церкви перекрыт сомкнутым сводом, на котором установлен световой барабан. Алтарь с главным престолом — полукруглый. К основному объёму храма примыкает обширная трапезная с двумя приделами. Арочные окна украшены наличниками, стены расчленены пилястрами и завершены карнизами. Боковые фасады главного храма оформлены крупной аркой, в которую вписаны портал и спаренное окно над ним.

## Реставрация и текущее состояние
В 1998 году началось возрождение Покровской церкви, был организован православный приход, начались подготовительные работы.
В настоящее время[когда?]

 реставрация завершена. 4 августа 2019 года было произведено великое освящение храма.
Храм открыт ежедневно для посещения, проводятся еженедельные богослужения.

## Священнослужители
Настоятели храма (новый период):
- священник Сергий Жарков (2016 — по настоящее время)[5].